# Paulin Dhembi
Paulin Dhembi (8 de Setembro de 1979, Korçë, Albânia) é um futebolista albanês que joga como meio campo pelo Besa Kavajë da Albânia .